# San Calixto (Córdoba)
San Calixto es una entidad de población española del municipio de Hornachuelos, perteneciente a la provincia de Córdoba, en la comunidad autónoma de Andalucía.

## Historia
La localidad fue fundada en la década de 1820. Hacia mediados del siglo XIX, el lugar, por entonces con ayuntamiento propio, tenía contabilizada una población de 170 habitantes. Aparece descrito en el quinto volumen del Diccionario geográfico-estadístico-histórico de España y sus posesiones de Ultramar de Pascual Madoz de la siguiente manera:

CALISTO (San), (vulgo CARDON ó el TARDON): v. con ayunt. en la prov. y dióc. de Córdoba (11 leg.), part. jud. de Posadas (5), aud. terr. y c. g. de Sevilla (12): sit. sobre las ruinas de un monast. de Basilios, en el centro de Sierra Morena, en un llano circunvalado de montes, barrancos y malezas, y combatido frecuentemente por los vientos del N., con clima frio; sus enfermedades mas comunes son tercianas: tiene 34 casas, la consistorial, cárcel, escuela de instruccion primaria á cargo de un maestro, pagado por los padres de los 40 alumnos de ambos sexos que concurren, y una igl. parr. (San Calisto mártir) servida por un cura de entrada, de presentacion del Sr. marqués de San Calisto y aprobacion del diocesano; confina el térm. con los de Hornachuelos, Puebla de los Infantes, Constantina y Alanis, entendiéndose 9 leg. de N. á S., y 8 de E. á O.; dentro de esta circunferencia se encuentran 2 fuentes y un pozo de escelentes aguas, un pequeño paseo con arbolado, y los desp. de La-Mata, Loma, Hoya del Rey, Agila, Afavaras, Mesas de Benibezar, Muela y Albarrana, en los cuales se ven muchas ruinas de edificios ant.; el terreno es de regular calidad y abraza unas 50,000 fan. de sembradura, fertilizadas por el r. Benibezar y los arroyos Guadalora, Vesiajarate, Onza y Retortillo. caminos: los que dirigen á los pueblos limítrofes en mal estado. correo: se recibe de Posadas por balijero. prod.: trigo, cebada y otras semillas; cria ganado cabrio, vacuno, caballar y de cerda; caza de javalies, venados, corzos y conejos, y en Benibezar peces. ind.: la agrícola, un molino harinero y una tahona. comercio: esportación de ganados, é importación de los art. de consumo que faltan. pobl.: 44 vec., 170 alm. como pobl. nueva, pues no data mas que desde el año de 1827: esta esenta de todo tributo.
(Madoz, 1846, p. 292)

En 2022, la entidad singular de población de San Calixto, perteneciente al municipio de Hornachuelos, tenía empadronados 25 habitantes.